# E2 (algorithme)
Pour les articles homonymes, voir E2.
Meilleure cryptanalyse
Mitsuru Matsui, résistance aux attaques différentielles prouvées par Aoki et Kanda.
E2 est un algorithme de chiffrement par bloc proposé par K. Aoki et son équipe de la NTT (Nippon Telegraph and Telephone Corporation). Candidat pour le concours AES, ses performances sont un peu en deçà des meilleurs candidats finalistes.